# Categoría funcional
Las categorías funcionales son palabras o morfemas que tienen una función estrictamente gramatical. Entre ellos se encontrarían los determinantes de finitud, las marcas de tiempo o los complementantes. Las categorías funcionales son complementarias de las categorías léxicas.
La información semántica expresada mediante categorías es notoriamente abstracta, ya que carecen de un referente concreto. Los determinantes, las conjunciones, los nexo subordinantes, entre otras, son palabras cuya función es gramatical, pero no se refieren a entidades extralingüísticas.
En toda lengua, en un momento dado las categorías funcionales forman clases cerradas porque comprenden un número limitado de palabras y los procesos de creación no pueden dar lugar a más elementos de estas clases. Solo el cambio lingüístico puede alterar, aunque en la evolución diacrónica de una lengua el número de elementos que constituye una clase funcional (a diferencia de las categorías léxicas que son ampliables creando nuevos términos para nuevos objetos o realidades). Dentro de la categoría funcional se considera que se encuentran los determinantes, las conjunciones y los auxiliares, los nexos subordinantes.

## Categorías funcionales en GG
En gramática generativa define una serie de sintagmas cuyo núcleo no es una categoría léxica o referencial sino algún tipo de morfema abstracto cuya interpretación es puramente gramatical. Entre las categorías funcionales definidas usualmente están:
- La inflexión de tiempo FLEX
- La concordancia verbal CONC
- El determinante DET y
- El complementador COMP.

Las lenguas europeas modernas como el inglés, el francés, el español o el alemán poseen todas estas categorías de formas bastante reconocible: poseen artículos y determinantes, inflexión de tiempo y aspecto, concordancia de número con el verbo y cláusulas de relativo introducidas por un complementador. Sin embargo, no todas las lenguas poseen necesariamente esas categorías. Por ejemplo el idioma chino carece de concordancia o inflexión de tiempo, el japonés igualmente se considera una lengua que carece por completo de categorías funcionales.